# Las Crónicas del Joven Chesterton
Las Crónicas del Joven Chesterton: El Ataque de los Trípodes es una novela escrita por el profesor canadiense John McNichol y basada en los personajes de las historias de Gilbert Keith Chesterton. A lo largo de sus 384 páginas, Mc Nichol, narra una “historia paralela” en donde el protagonista (Chesterton en su juventud) vive una serie de aventuras en las que se mezclan elementos de "la Guerra de los Mundos" de H. G. Wells, de las novelas de C. S. Lewis y de los cuentos del propio Chesterton, dentro de la Inglaterra Victoriana. Cuenta con dos secuelas: “El Emperador de Norteamérica” y “Where the Red Sands Fly”.